# Lycoriella radicum
Lycoriella radicum là một ruồi trong họ Sciaridae, thuộc chi Lycoriella.